# Middle East Times
Die Middle East Times ist eine englischsprachige Tageszeitung, die in Kairo veröffentlicht wird. Die Middle East Times wird streng vom ägyptischen Informationsministerium überprüft, veröffentlicht aber von diesem beanstandete Artikel im Internet.
Eigentümerin der Zeitung ist die News World Communications Inc., die wiederum der Vereinigungskirche gehört.